# Стеропа (плеяда)
Стеро́па, Астеропа (др.-греч. Στερόπη, Ἀστερόπη –
вспышка, молния; позднелат. Sterope, Asterope), Астерия — персонаж древнегреческой мифологии, одна из плеяд.
Дочь Атланта и Плейоны. Возлюбленная Ареса, родившая ему сына Эномая (По другим данным — супруга Эномая, мать Гипподамии).
Изображение Стеропы существовало на фронтоне Олимпийского храма Зевса. В её честь названы астероид (233) Астеропа, открытый в 1883 году, и звезда Атеропа в созвездии Телец.